# 이충현
이충현(1990년 ~ )은 대한민국의 영화 감독이다. 고등학교 때부터 단편영화를 만들었고, 2015년 단편 〈몸 값〉을 발표하여 여러 영화제에서 호평을 받았다. 2020년 스릴러 영화 《콜》로 장편 영화 연출자로 데뷔한다.

## 연출 작품 목록
- 그렇게 그날 아침은(2007) …감독(단편)
- 고래잡이, 사랑잡이(2007) …감독(단편)
- Tell Me(2007) …감독, 기획(단편)
- 창문을 열다(2008) …감독(단편)
- 몸 값(2015) …감독, 각본, 편집(단편)
- 침묵(2017) …각색
- 하트어택(2020) …감독(단편)
- 콜(2020) …감독
- 발레리나(2023) …감독

## 수상
- 2016년 제33회 부산국제단편영화제 한국경쟁부문 심사위원특별상, 부산시네필어워드 (몸 값)
- 2016년 제15회 미쟝센 단편 영화제 4만번의구타 최우수작품상, 관객상 (몸 값)
- 2016년 제17회 대구단편영화제 우수상 (몸 값)
- 2016년 제10회 대단한 단편영화제 관객상 작품상, 관객상 제목상 (몸 값)
- 2016년 제8회 서울국제초단편영화제 우수상 (몸 값)
- 2016년 제11회 파리한국영화제 최우수단편영화상 (몸 값)
- 2016년 제14회 아시아나국제단편영화제 국내경쟁부문 심사위원특별상 (몸 값)